# Memphis Brooks Museum of Art

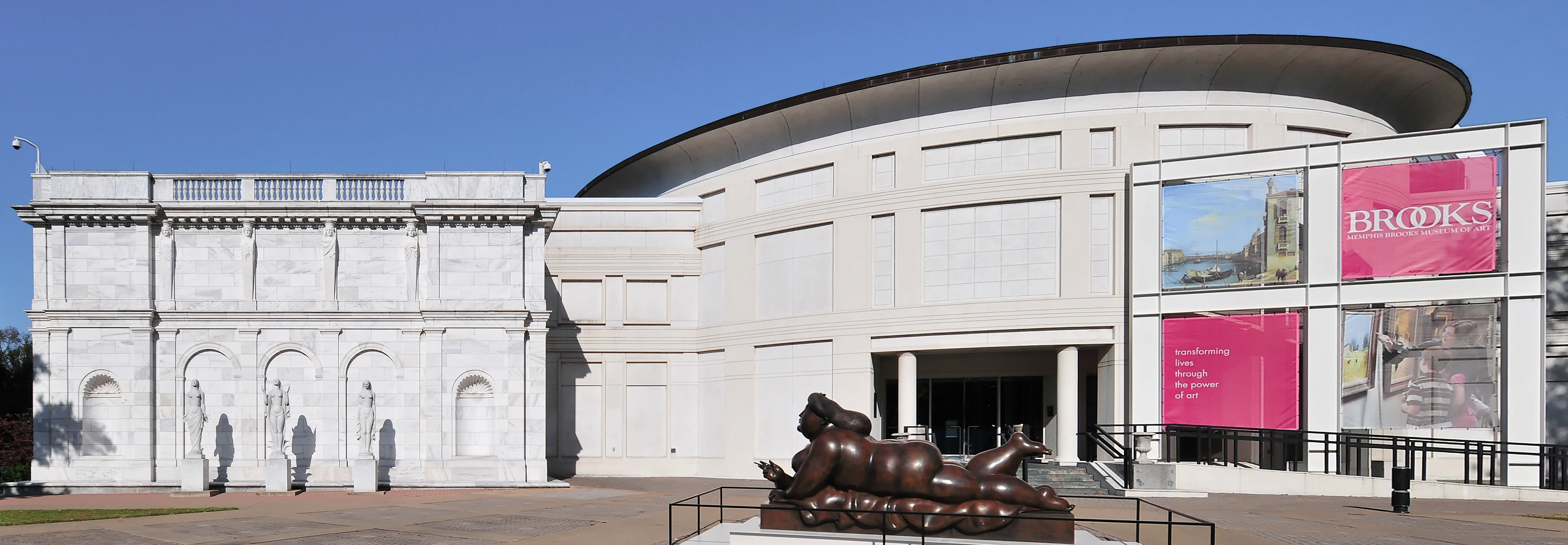
Memphis Brooks Museum of Art, Eingang. Mit der Fernando Botero Bronze Smoking Woman im Vordergrund

Das Memphis Brooks Museum of Art ist ein Kunstmuseum in Memphis, Tennessee, USA. Das Brooks Museum ist das älteste und größte Kunstmuseum in Tennessee. Das Museum ist eine privat finanzierte, gemeinnützige Einrichtung und befindet sich im Overton Park in Midtown Memphis.

## Geschichte
Das Memphis Brooks Museum of Art wurde 1912 gegründet und 1916 eröffnet, nachdem Mrs.Samuel H. Brooks zu Ehren ihres verstorbenen Mannes 100.000 $ für den Bau des Museums gespendet hatte. Während es zunächst von der Memphis Park Commission unterhalten wurde, ging die Leitung 1970 in die Hände der Arts and Sciences Commission über, die dem Bürgermeister unterstellt war. Erst 1983 änderte das Museum seinen Namen von Brooks Memorial Art Gallery in Memphis Brooks Museum of Art, Inc. und löste sich kurz darauf von der Stadtverwaltung und wurde zu der vollständig privaten Einrichtung.

## Architektur
Das ursprüngliche Gebäude im Beaux-Arts-Stil wurde 1913 von James Gamble Rogers entworfen. Im Jahr 1955 wurde ein zylinderförmiger Anbau hinzugefügt, der vom Architekten Everett Woods aus Memphis entworfen wurde. 1989 wurde das Museum von den Architekturbüros Askew Nixon Ferguson und Skidmore, Owings and Merrill erweitert und umgestaltet, wodurch sich die Ausstellungsfläche verdoppelte und ein neuer öffentlicher Eingang sowie ein dreistöckiger Galerieraum entstanden. 
Der Gebäudekomplex umfasst 29 Galerien, Kunstunterrichtsräume, einen Studienraum für Druckgrafik mit über 4500 Kunstwerken auf Papier, eine Forschungsbibliothek mit über 5000 Bänden und ein Auditorium. Außerdem gibt es einen Museumsshop, das Café Brooks by City + State, den Holly Court Garden und eine große Terrasse mit Blick auf den Overton Park. 
Im Jahr 2023 wurde mit dem Bau eines neuen Gebäudes in der Innenstadt von Memphis begonnen, das vom Architekturbüro Herzog & de Meuron entworfen wurde. Die Fertigstellung ist für Ende 2025 geplant, die Eröffnung für Anfang 2026. Der neue Standort wird unter anderem einen öffentlichen Innenhof, ein Theater, erweiterte Galerien und Räume mit Blick auf den Mississippi umfassen. 

## Sammlung
Die Sammlung des Museums umfasst mehr als 10.000 Kunstwerke, darunter Gemälde, Skulpturen, Zeichnungen, Drucke, Fotografien und Kunsthandwerk. Hervorzuheben sind die Sammlung Samuel H. Kress mit Gemälden der Renaissance und des Barock, die Sammlung Hugo N. Dixon mit Werken des Impressionismus, die Sammlung Levy mit amerikanischer Druckgrafik und die Sammlung Goodheart mit Werken des Künstlers Carl Gutherz. Die Sammlung umfasst Werke von Künstlern wie Thomas Gainsborough, Joshua Reynolds, Thomas Lawrence, Georg Romney, Camille Pissarro, Pierre-Auguste Renoir, Winslow Homer, Thomas Hart Benton, Childe Hassam und Robert Henri. 